# Penzig (Adelsgeschlecht)

Stammwappen derer von Penzig

Bei den Herren von Penzig (auch: Prenzel, Prenzel von Pentzig, heute von Pentzig) handelt es sich um ein Oberlausitzer Uradelsgeschlecht, welches seinen Stammsitz in Penzig (heute Pieńsk) hatte. Die erste Erwähnung datiert aus dem Jahr 1241, in welchem Reinhardus de Pinzig als Zeuge genannt wird.

## Geschichte
Bereits im 13. Jahrhundert kommt es neben der Ersterwähnung des Jahres 1241 zu weiteren Nennungen. So wird 1268 die Burg Penzig samt einem Burggrafen beurkundet. Die sichere verwandtschaftliche Zuordnung beginnt mit der Nennung der Brüder Gerhard, Konrad und Zdyslaus im Jahr 1321.
Die Familie verfügte über umfangreichen Grundbesitz und eine Anzahl von Ortschaften beiderseits der Lausitzer Neiße. Im Jahre 1329 wurden den Herren von Penzig wesentliche Privilegien für das gesamte Gebiet der Görlitzer Heide zwischen der Neiße und dem Queis übertragen. Im Jahre 1390 gelangte auch die Herrschaft Muskau in ihren Besitz. 1395 wurde das Waldgebiet zwischen Neiße und Kleiner Tschirne als Penziger Heide Teil der Herrschaft Penzig.
Im Laufe des 15. Jahrhunderts wurde das Herrschaftsgebiet innerhalb der Familie dann in zahlreiche kleine Güter aufgespaltet und verlor dadurch jegliche Bedeutung. 1491/92 erwarb die Stadt Görlitz die Penziger Heide, die sie 1499 mit dem aus landesherrschaftlichem Besitz erkauften Waldgebiet zwischen Großer und Kleiner Tschirne zur Görlitzer Kommunalheide vereinte. Abgesehen von einem kurzzeitigen Eigentumsverlust infolge des Pönfalles verblieb dieses 279 km² große Waldgebiet bis 1945 im Besitz der Stadt Görlitz. Ab 1491 gehörte auch der gesamte Ort Penzig der Stadt Görlitz. Um die Zugehörigkeit Penzigs zur Stadt zu verdeutlichen und eine erneute Nutzung als Adelssitz zu unterbinden, ließ der Görlitzer Rat die Burg 1514 mit königlicher Erlaubnis abreißen.
Die Familie erwarb neben den Besitzungen in Sachsen und Schlesien auch Güter in Ostpreußen. Vor allem im 18. Jahrhundert stellte sie zahlreiche hochrangige Militärs, vor allem in sächsischen und polnischen Diensten. In den 1790er Jahren erlosch das Geschlecht im Mannesstamm. Die verbliebene Erbtochter Christiane Sophie von Penzig verheiratete sich mit Johann Friedrich von Prenzel, welcher 1801 mit dem Prädikat von Penzig in den Reichsfreiherrenstand erhoben wurde.

## Wappen

Wappen von Pentzig nach Siebmacher

In Blau ein von Rot und Silber geschachter, links kehrender Adlerflügel. Auf dem Helm mit rot-silbernen Decken ein geschlossener, vorn wie der Schild bezeichneter, hinten blauer Flug.

## Stammliste
Die Stammliste wird in der Literatur auf Grund der häufig mehrfach auftretenden Namen kontrovers diskutiert; die hier abgebildete hält sich an Köhler (1838).
- Gerhard von Penzig (1321–1329)
  - Leuther I. von Penzig (1368)
    - Hans I. von Penzig (1382–1397, † um 1397)
    - Nikel I. von Penzig (1382)
      - Leuther III. von Penzig (1397–1413)
        - Nicolaus II von Penzig (1437–1475, † 1475), verheiratet mit Barbara von Köckritz (1462–1481, † nach 1481)
          - Nicolaus III. von Penzig (1480–1484)
            - Hans V. von Penzig (1491–1492)
            - Leuther V. von Penzig (1491–1510)
            - George II. von Penzig (1491–1492)
            - Balthasar von Penzig (1491–1492)
            - N.N. von Penzig (1494), verheiratet mit Christoph von Talckenberg (1494)

          - George I. von Penzig (1480–1490)
          - Hans IV. von Penzig (1480–1490)

        - Hans III. von Penzig (1481–1491)

      - Reintsch von Penzig (1397–1413)
      - Hans II. von Penzig (1397–1413)

    - Leuther II. von Penzig (1382)
      - Johannes von Penzig, Pfarrer zu Beuthen (1397–1413)
      - Czaslaus II. von Penzig (1397–1437)
      - Leuther IV. von Penzig († 1414)

    - Czaslaus I. von Penzig (1382–1397), Ritter seit einer Wallfahrt nach Jerusalem 1396.
      - Heinrich von Penzig (1401)
      - Hans von Penzig (1401), Ritter
      - Georg von Penzig (1401–1405)
- Konrad von Penzig (1321–1329)
- Zdyslaus von Penzig (1321–1329)